# Gentiana oreodoxa
Gentiana oreodoxa är en gentianaväxtart som beskrevs av H. Smith. Gentiana oreodoxa ingår i släktet gentianor, och familjen gentianaväxter. Inga underarter finns listade i Catalogue of Life.